# Nuoto ai Giochi della XXVI Olimpiade - 100 metri stile libero maschili
Hanno partecipato alle batterie di qualificazione 608 atleti: i primi 88 si sono qualificati per la finale A, i successivi 8 invece si sono qualificati per la finale B.
22 luglio 1996

## Finale A
| Posizione | Atleta                    | Paese       | Tempo |
| --------- | ------------------------- | ----------- | ----- |
|           | Aleksandr Popov           | Russia      | 48.74 |
|           | Gary Hall Jr.             | Stati Uniti | 48.81 |
|           | Gustavo Borges            | Brasile     | 49.02 |
| 4         | Pieter van den Hoogenband | Paesi Bassi | 49.13 |
| 5         | Fernando Scherer          | Brasile     | 49.57 |
| 6         | Pavlo Chnykin             | Ucraina     | 49.65 |
| 7         | Ricardo Busquets          | Porto Rico  | 49.68 |
| 7         | Francisco Sánchez         | Venezuela   | 49.84 |

## Finale B
| Posizione | Atleta              | Paese       | Tempo |
| --------- | ------------------- | ----------- | ----- |
| 9         | Jon Olsen           | Stati Uniti | 49.80 |
| 10        | Christian Tröger    | Germania    | 49.90 |
| 11        | Björn Zikarsky      | Germania    | 49.91 |
| 12        | Sion Brinn          | Giamaica    | 50.09 |
| 13        | Chris Fydler        | Australia   | 50.31 |
| 14        | Rostislav Svanidze  | Ucraina     | 50.43 |
| 15        | Stephen Clarke      | Canada      | 50.45 |
| 16        | Bartosz Kizierowski | Polonia     | 50.51 |

## Non qualificati
| Posizione | Atleta               | Paese                | Tempo |
| --------- | -------------------- | -------------------- | ----- |
| 17        | Lars Frölander       | Svezia               | 49.91 |
| 18        | Raimundas Mažuolis   | Lituania             | 50.27 |
| 19        | Oleg Ruchlevič       | Bielorussia          | 50.42 |
| 20        | Attila Zubor         | Ungheria             | 50.43 |
| 21        | Alexei Egorov        | Kazakistan           | 50.49 |
| 22        | Yoav Bruck           | Israele              | 50.61 |
| 23        | Nicolas Gruson       | Francia              | 50.71 |
| 24        | Vladimir Predkin     | Russia               | 50.75 |
| 25        | Salim Iles           | Algeria              | 50.87 |
| 26        | Brendon Dedekind     | Sudafrica            | 50.95 |
| 27        | Earl McCarthy        | Irlanda              | 50.99 |
| 28        | Nicholas Shackell    | Regno Unito          | 51.03 |
| 29        | Sergei Ashihmin      | Kirghizistan         | 51.07 |
| 30        | Nicolae Ivan         | Romania              | 51.14 |
| 31        | Trent Bray           | Nuova Zelanda        | 51.18 |
| 32        | Indrek Sei           | Estonia              | 51.19 |
| 33        | Juan Benavides       | Spagna               | 51.20 |
| 34        | Richard S. Bera      | Indonesia            | 51.25 |
| 35        | Béla Szabados        | Ungheria             | 51.26 |
| 36        | Janko Gojković       | Bosnia ed Erzegovina | 51.28 |
| 37        | Shunsuke Ito         | Giappone             | 51.29 |
| 38        | Felipe Delgado       | Ecuador              | 51.38 |
| 39        | José Isaza           | Panama               | 51.66 |
| 40        | Zhao Lifeng          | Cina                 | 51.70 |
| 41        | Marijan Kanjer       | Croazia              | 51.76 |
| 42        | Giovanni Linscheer   | Suriname             | 51.82 |
| 43        | Arthur Li            | Hong Kong            | 51.84 |
| 44        | Kalle Varonen        | Finlandia            | 52.00 |
| 45        | José Meolans         | Argentina            | 52.02 |
| 46        | George Giziotis      | Grecia               | 52.04 |
| 47        | Tamer Hamed          | Egitto               | 52.16 |
| 48        | Oleg Tsvetkovskiy    | Uzbekistan           | 52.39 |
| 49        | Ko Yun-Ho            | Corea del Sud        | 52.56 |
| 50        | Stavros Michaelides  | Cipro                | 52.65 |
| 51        | Darrick Bollinger    | Guam                 | 52.68 |
| 52        | Kenny Roberts        | Seychelles           | 52.69 |
| 53        | Nikola Kalabić       | Jugoslavia           | 52.98 |
| 54        | Diego Perdomo        | Colombia             | 53.01 |
| 55        | Maxim Cazmirciuc     | Moldavia             | 53.18 |
| 56        | Huang Chih-Yung      | Taipei cinese        | 53.47 |
| 57        | Sng Ju Wei           | Singapore            | 53.50 |
| 58        | Juan Luis Bocanegra  | Guatemala            | 54.05 |
| 59        | Diego Mularoni       | San Marino           | 57.11 |
| 60        | Khuwaiter Al-Dhaheri | Emirati Arabi Uniti  | 57.70 |